# Midnight Blue (альбом Кенні Беррелла)
Midnight Blue — студійний альбом американського джазового гітариста Кенні Беррелла, випущений у 1963 році лейблом Blue Note Records.

## Опис
Цей альбом є однією з найвідоміших сесій гітариста Кенні Беррелла, записаній на лейблі Blue Note. Беррелл грає разом з тенор-саксофоністом Стенлі Террентайном, басистом Мейджором Голлі, удариком Біллом Інглішом і Реєм Барретто на конга. Матеріал альбому орієнтований на блюз, серед композицій виділяються «Chitlins con Carne», «Midnight Blue», «Saturday Night Blues», і один стандарт «Gee Baby Ain't I Good to You».

## Список композицій
1. «Chitlins con Carne» (Кенні Беррелл) — 5:26
2. «Mule» (Мейджор Голлі, мол.) — 6:55
3. «Soul Lament» (Кенні Беррелл) — 2:40
4. «Midnight Blue» (Кенні Беррелл) — 6:17
5. «Wavy Gravy» (Кенні Беррелл) — 5:45
6. «Gee, Baby, Ain't I Good to You» (Енді Разаф, Дон Редмен) — 4:22
7. «Saturday Night Blues» (Кенні Беррелл) — 6:15

## Учасники запису
- Кенні Беррелл — гітара
- Стенлі Террентайн — тенор-саксофон (1, 2, 5, 6, 7)
- Мейджор Голлі, мол. — контрабас (1, 2, 4-7)
- Білл Інгліш — ударні (1, 2, 4-7)
- Рей Барретто — конга (1, 2, 4, 5, 7)

Технічний персонал
- Альфред Лайон — продюсер
- Руді Ван Гелдер — інженер
- Леонард Фезер — текст
- Френсіс Вульфф — фотографія
- Рід Майлз — графічний дизайн